# 使領館副館長
使領館副館長是大使館、公使館、領事館等外交代表機構中職位第二高的外交官，僅次於館長（大使、公使、總領事等）。在館長缺席的情況下，副館長可擔任臨時代辦:p94，並依《維也納外交關係公約》第十九條第一項之規定，代為主持館務。
大使館副館長在部分場合下稱作副大使（deputy ambassador），而在大英國協成員國間互派的大使館級機構——高級專員公署中則稱副高級專員（Deputy High Commissioner）:p94-95，總領事館副館長部分場合下稱為副總領事（deputy consul general），中华人民共和国的使领馆副馆长正式称呼为首席馆员。除前兩者外，副館長的外交官銜在附設公使的大使館內為公使，若無公使，則代理順位依次為政務公使銜參贊、政務參贊、政務一等秘書。